# Microterys ulmi
Microterys ulmi är en stekelart som beskrevs av Sharkov 1986. Microterys ulmi ingår i släktet Microterys och familjen sköldlussteklar. Inga underarter finns listade i Catalogue of Life.